# Mechademia
Mechademia est une revue scientifique qui publie des articles de recherche évalués par des pairs dans le domaine du études culturelles, spécialisée dans la culture populaire asiatique.

## Description
Créée en 2006 et dirigée par Frenchy Lunning, la revue Mechademia est née de la volonté de pallier un manque d'études sérieuses en Occident sur les phénomènes autour du manga et de l'anime. Elle adopte une démarche pluri-disciplinaire et cherche à rendre accessible aux fans les travaux universitaires.
Pour atteindre cet objectif, elle se positionne comme une revue consacrée à la culture populaire asiatique et adopte le même format que celui utilisé par les mangas publiés en Amérique du nord. La revue intègre articles académiques, critiques d'œuvres et contient parfois de courts mangas. Ainsi chaque volume contient un ensemble disparate d'articles rassemblés autour d'un même thème, le tout en adoptant un vocabulaire accessible. Le rythme de publication est alors annuel.
Après 10 volumes, Mechademia entre en 2018 dans un « deuxième arc » : la revue abandonne le format livre pour celui d'un journal académique, publié à un rythme biannuel, Lunning s'associe à Sandra Annett comme directrices de publication et la revue s'intéresse aux autres pays asiatiques que le Japon.